# 福特全顺
福特全順（英語：Ford Transit，香港俗稱「大頭Ford」）是福特汽車生產與出品的一款小型商用車。它是福特在英國最暢銷的商用車款之一，也是四十年來歐洲其中一款最受歡迎的輕型商用車，同时在中国大陆地区也备受欢迎。自1953年以后，全球已有逾六百萬輛福特全順生產。全順雖是廂型車，但操控性在車評中是箱型車裡較優良者。

## 演變

### 福特Taunus Transit（1953-1965）（第一代）

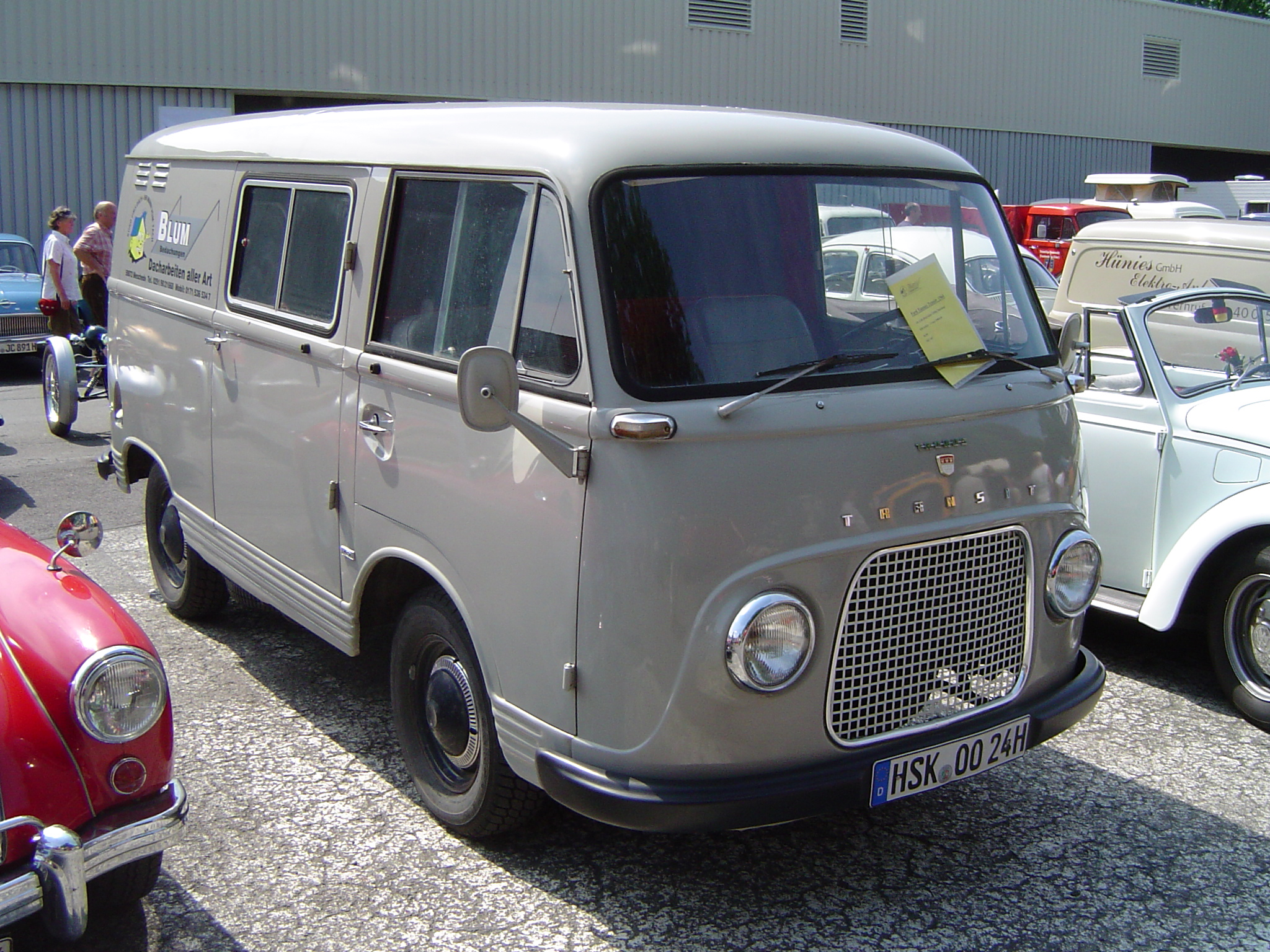

福特全順的原型可以追溯至1953年福特所生產的一款輕型商用車FK1000。1961年此款車型被稱作Ford Taunus Transit。
此款車型外形類似於大眾麵包車，後輪驅動設計，但與後者不同之處，乃前者車頭有一個引擎散熱網。
此款車型於1965年停產，其間銷量很少，也不普及。不過其設計開始受到廠方採納，成為日後研發福特全順的版本。

### 福特Transit Mark I（1965-1978）（第二代）

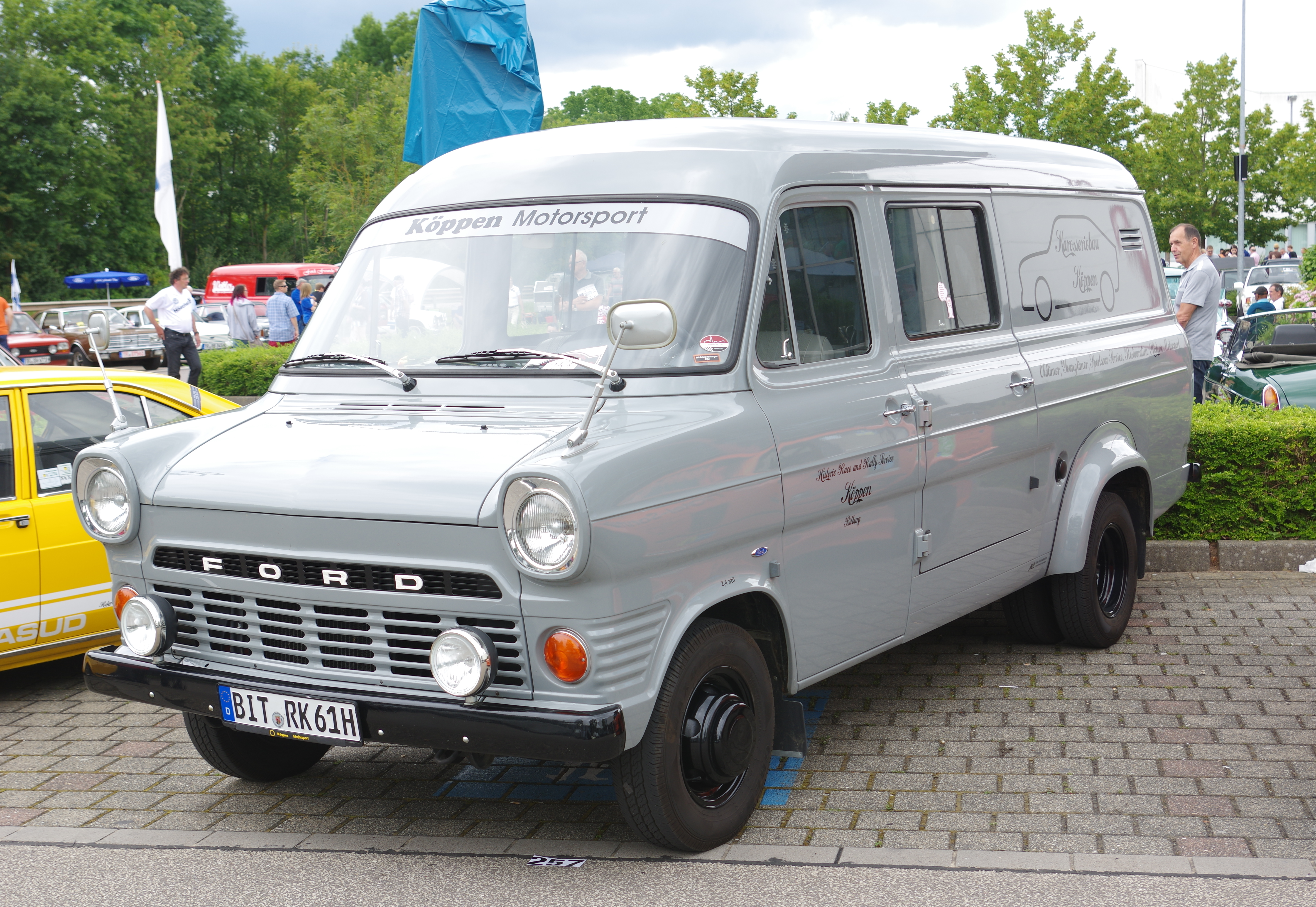

1965年10月英國福特終於研發出第一部福特全順，名為馬克一型（Mark I）。在當時來說此等設計是一項革命，蓋因此等小型商用車是以密封式車廂設計，外形酷似一團麵包。如此設計既可視作貨物運送外，也可輕易轉作客運。引擎以前置設計，方便引擎更換。
福特全順的推出在英國視為一大巨響。它完全取得了輕型貨車的主導位置，一些救護車和警車也紛紛採用福特全順。
福特全順是於1965年起開始在英國和比利時生產；1978年又在土耳其投產。

### 福特Transit Mark II（1978-1985）（第三代）

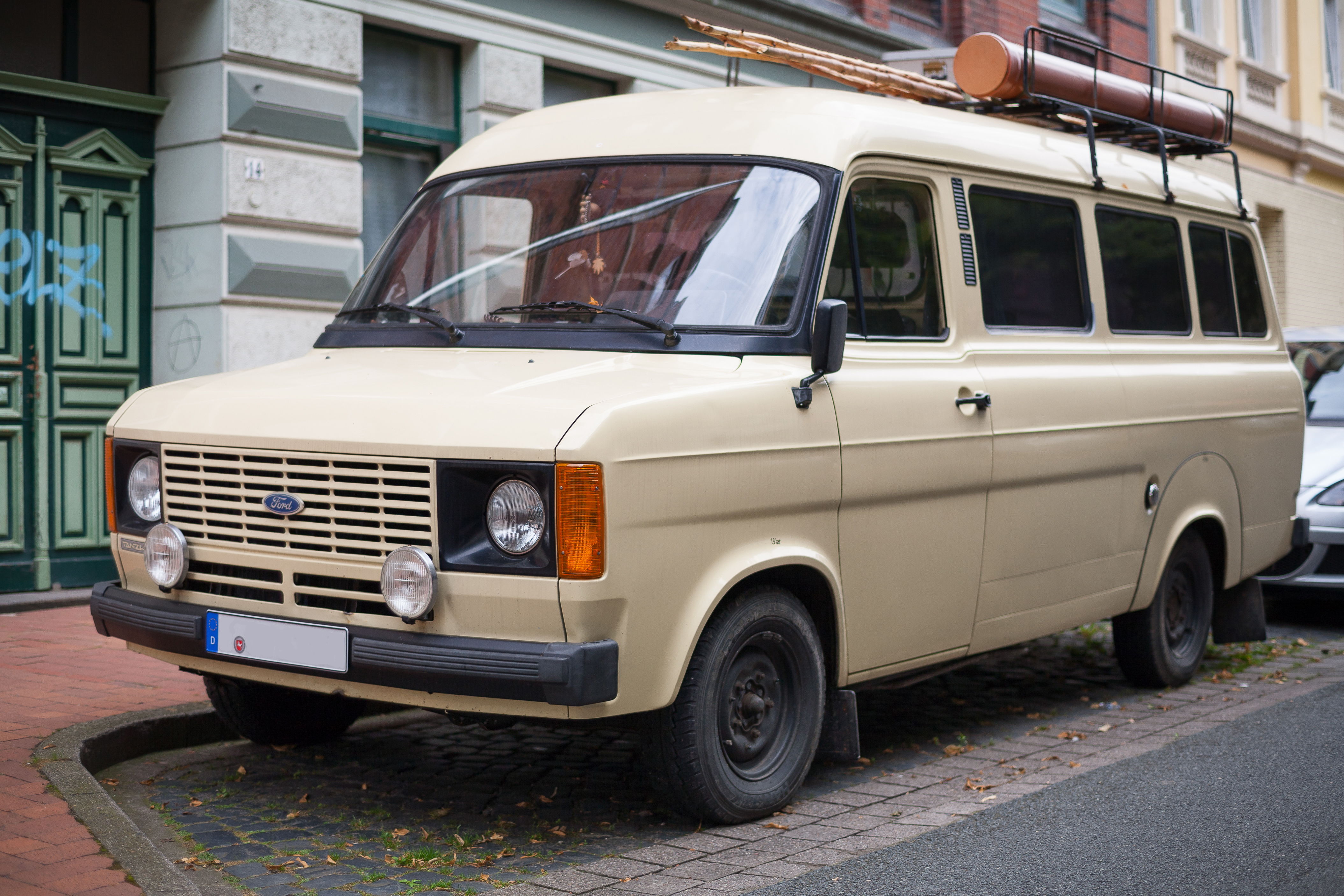

1978年3月，福特全順來了一個改款版本，名為馬克二型（Mark II）。馬克二型是把車廂設計來個更換，並採用福特新研製的引擎。車頭燈除了有圓形設計外，還有方形選擇。
然而不少車主都對改款版本有所批評，認為凸輪軸常現磨損問題。在市場上除了救護車和警車之外，反應並不良好。
直至1985年停產為止，英國、比利時、土耳其的福特車廠都有生產馬克二型。

### 福特Transit VE（1986-2003）（第四代、第五代）

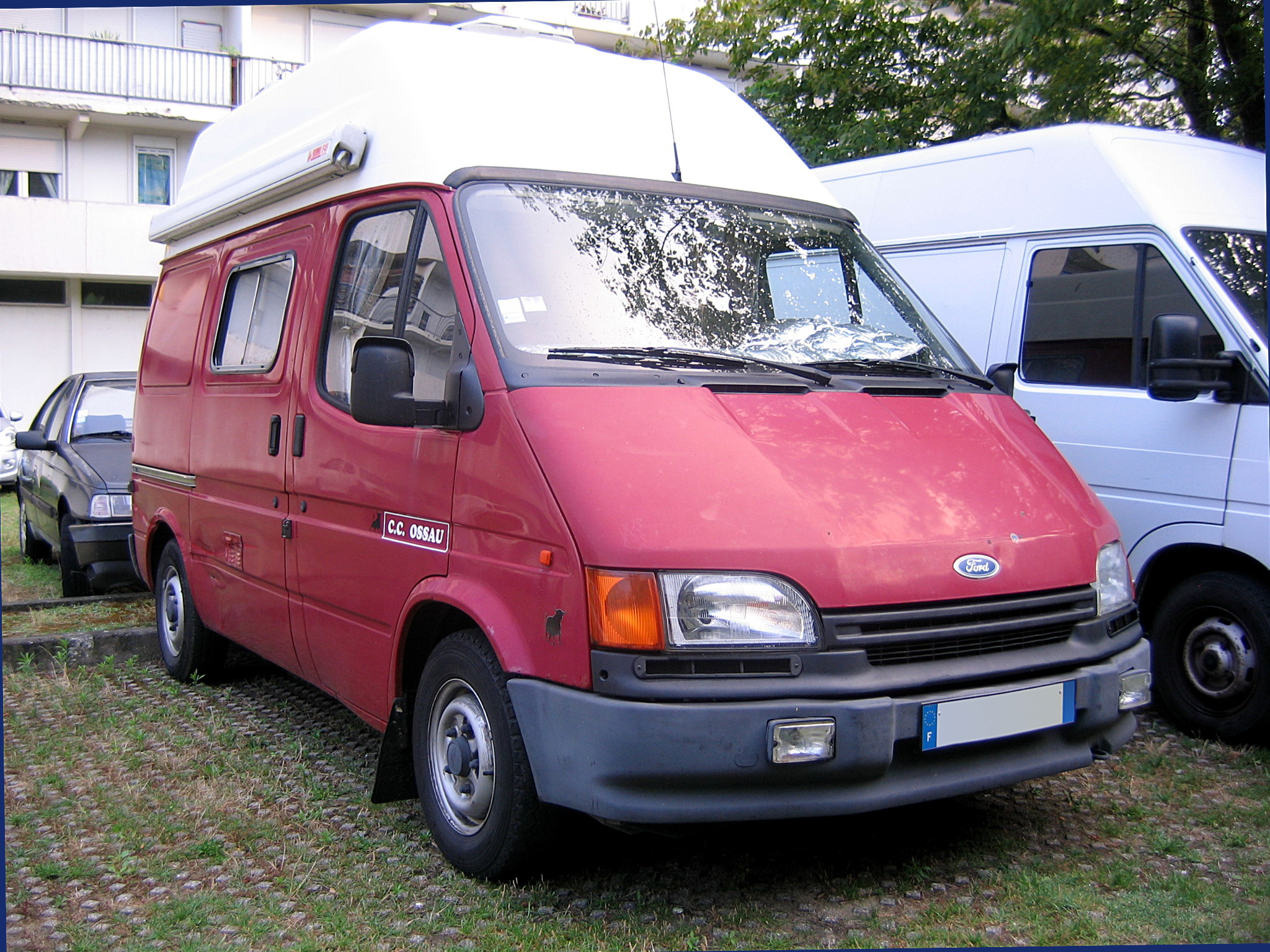

1986年1月福特全順推出全新的VE版本，取代原來的馬克二型。
VE版本的大特點，是擋風玻璃和引擎蓋都設計成同一個斜度，有別於馬克二型把引擎蓋置在水平線上。而懸掛系統也作出了改良。VE版本在日後不斷被生產，儘管型號曾在外形作過改變，輪廓大致相同。
除了在英國、比利時和土耳其外，VE版本更在白俄羅斯和越南廠生產。其中越南車廠更於2003年才停產，停產期比其他車廠遲三年。

### 福特Transit V18（2000-2006）（第六代）

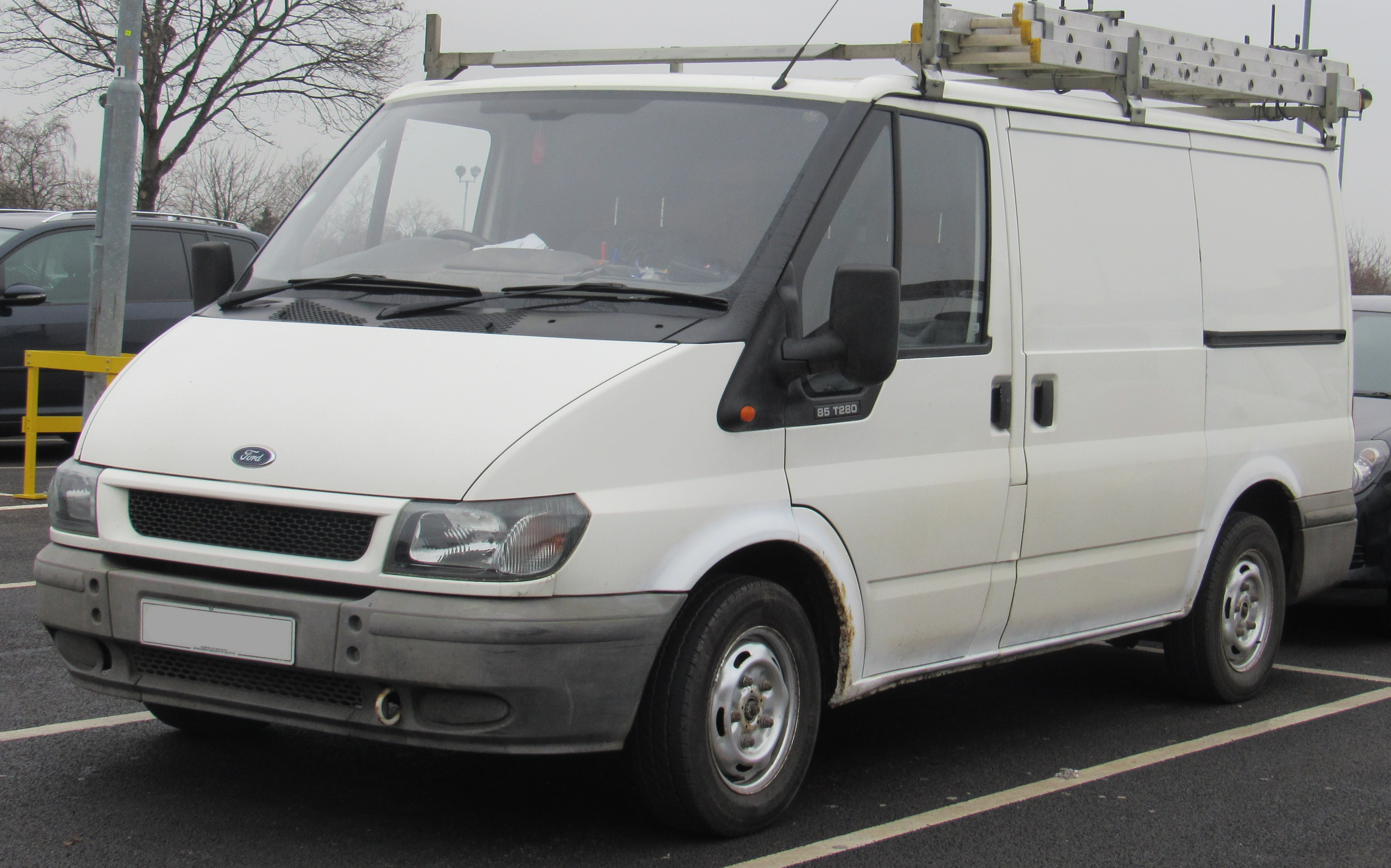

接下來的福特全順，在2000年7月推出，是第三個全新設計。主要創新在於，它可以除了在前輪驅動外，也可以後輪驅動。而此版本福特全順，能夠在21秒內產生出97km/h之速度；而其引擎輸出功力還相當於同品牌之房車。
2001年它贏得了該年度國際輕型商用車獎。
2005年第五百萬輛福特全順正式下線，而此車正是V18版本。

### 福特Transit VJX（2006-2017）

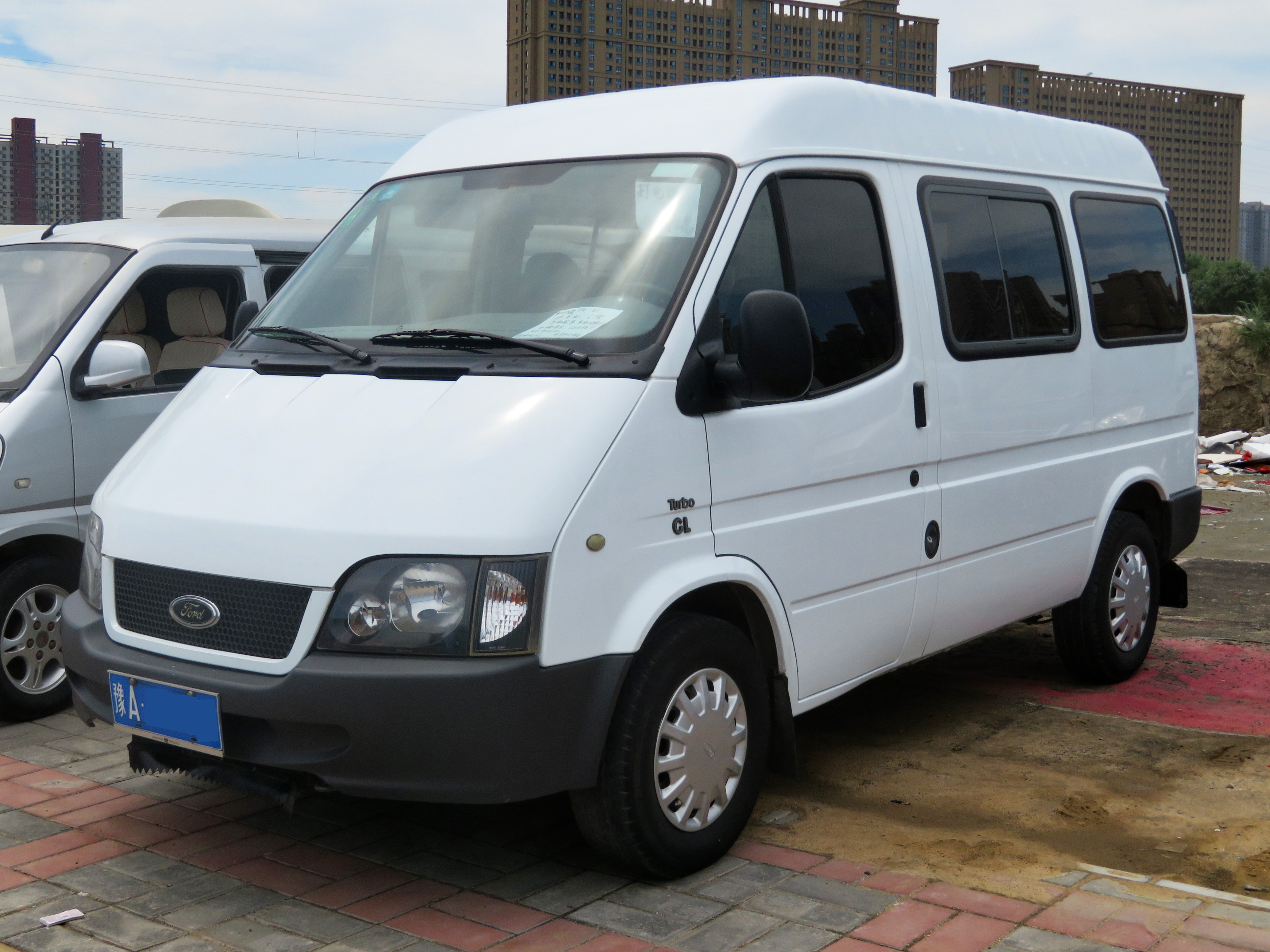

此車型乃針對中國市場而設，根據福特全順VE版本而改良。早在1990年代，福特已於中國引進VE版車型，受到歡迎，因此有改良版本主攻中國市場。
整體上此車型在原來版本上作過達七十項改良，包括引擎在內；同時引擎散熱網也更換了款式，以適應中國市場的實際環境。
2006年此車型於中國推出，生產工作由江鈴汽車負責。

### 福特Transit V34（2006-）（第七代）

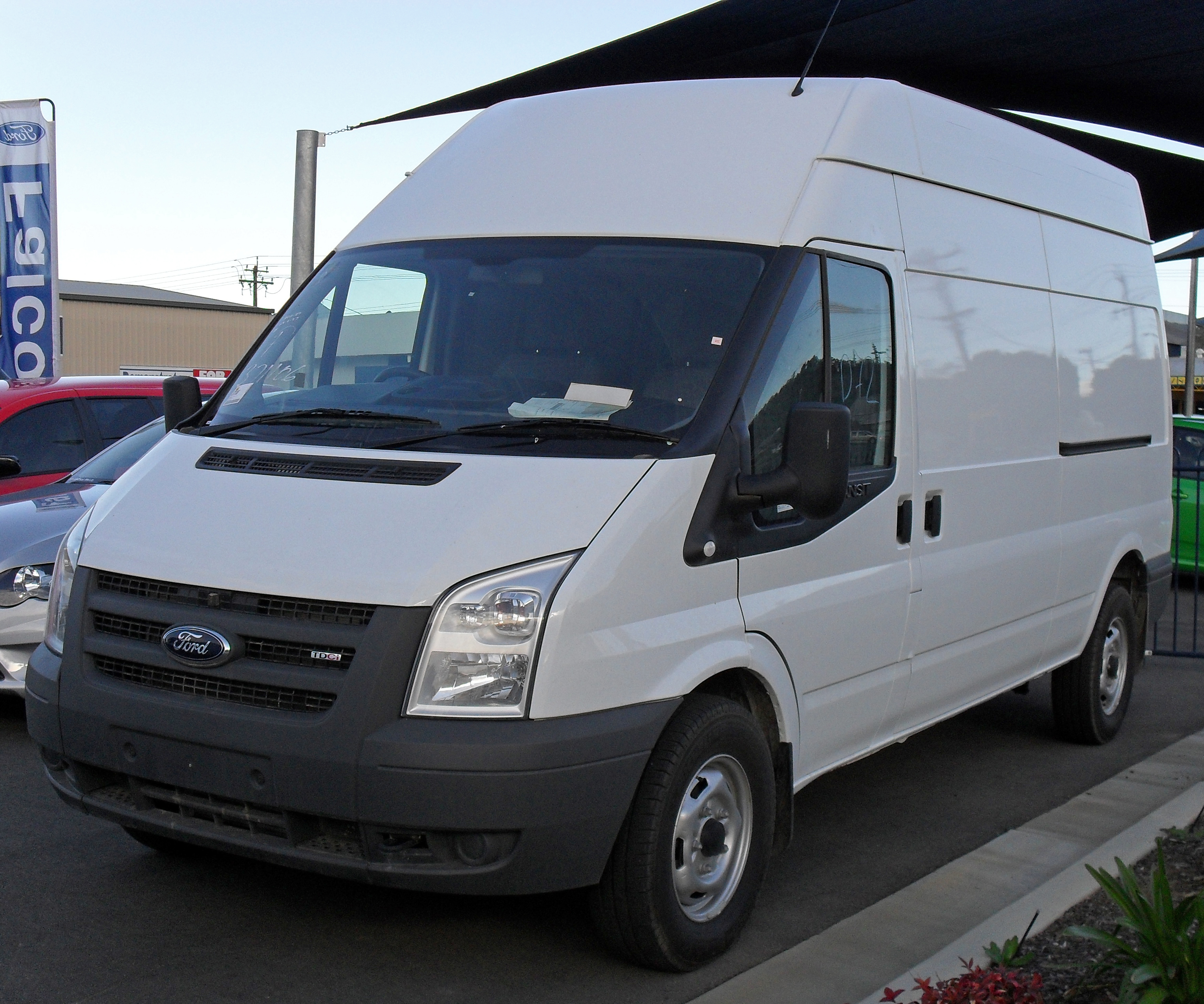

2006年再推出新版本。新版本外形與V18版本差不多，惟其最大特點是車頭散熱網面積有所加大，有別於以往。引擎方面則仍有汽油引擎和柴油引擎選擇。其中汽油引還採用了福特美國的卡車Ford Ranger之一款。
2007年此版本獲得該車度國際輕型商用車大獎。
儘管於2006年推出，在中國因為有第四代改良版本的福特全順生產，此版本要等到2008年才正式於中國市場出售。

### 福特Transit（2013-）（第八代）

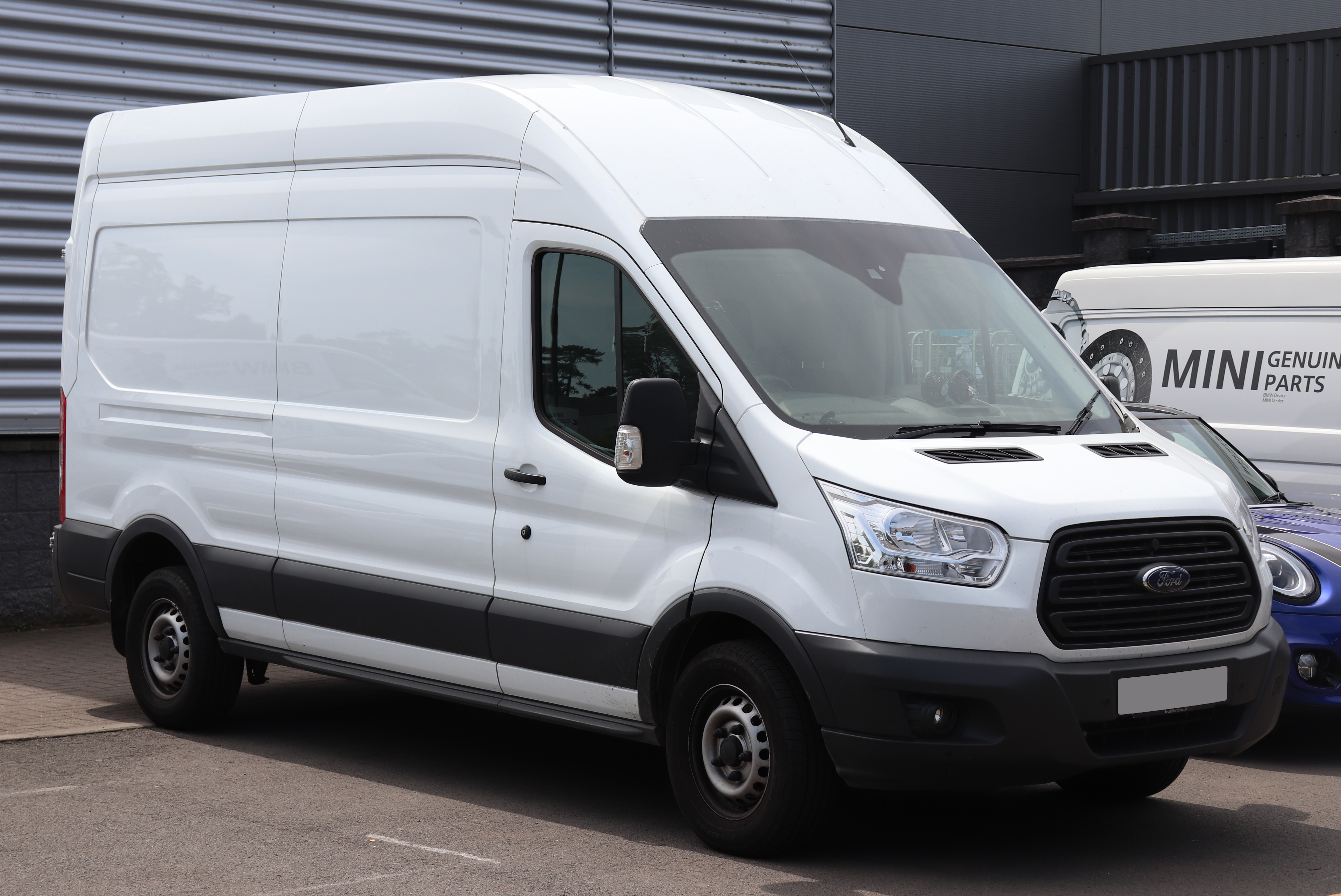

2013年推出第八代。這次與上幾代不同，是由福特美國總部與福特歐洲共同研發，不但針對歐洲市場，也於北美發售，以取代行銷北美達40年的E系列。
此一代的福特全順有柴油引擎和汽油引擎版本，並配備手動變速或自動變速系統，惟自動變速系統則只限於北美洲有提供。
由此一代起，面向北美市場則由美國密蘇里州廠房生產，而餘者則都是在原來俄羅斯、土耳其之工廠負責。

## 生产基地
- 德国科隆:1953−1965年 (FK1000和Taunus Transit)
- 比利时亨克: 1965−2000年 (全顺)
- 英国兰利（英语：Langley, Berkshire）: 1965−1972 (全顺)
- 英国南安普敦: 1972年至今 (全顺)
- 土耳其科贾埃利: 1976年至今 (全顺和全顺Connect)
- 土耳其伊诺努: 1982年至今 (T和Ⓜ)
- 比利时明斯克: 1997−2000年 (CKD; 全顺)
- 越南海陽市: 1998年至今 (全顺)
- 中国南昌: 2006年至今 (全顺VJX和全顺V34)
- 羅馬尼亞克拉約瓦: 2009年至今 (全顺Connect)
- 美国密蘇里州: 2013年开始生产

## 相关车辆
- 阿斯奎斯吉祥物 (1981-2002年; Asquith Mascot, 英国和德国)
- 阿斯奎斯设得兰群岛 (1981-2002年; Asquith Shetland, 英国和德国)
- 阿斯奎斯希雷 (1981-2002年; Asquith Shire, 英国和德国)
- 圣马小巴 (2004-2006年; Shengma Minibus, 中华人民共和国)
- 途睿欧

## 网站
- 官方网站福特全顺2006
- 官方网站福特全顺2008 （页面存档备份，存于）